# Procolo di Pozzuoli
Procolo (Pozzuoli, 273 circa – Pozzuoli, 19 settembre 305) è stato un diacono cristiano che subì il martirio sotto l'impero di Diocleziano ed è venerato come santo dalla Chiesa cattolica che lo ricorda il 18 ottobre; a Pozzuoli è ricordato il 16 novembre.
Procolo è uno dei sette cosiddetti martiri puteolani - assieme ai santi Acuzio, Desiderio, Eutiche, Festo, Gennaro e Sossio - che furono decapitati nel 305 durante le persecuzioni nei confronti dei cristiani volute dall'imperatore Diocleziano. Tra loro va ricordato il vescovo di Benevento Gennaro, santo patrono di Napoli, che insieme agli altri sei compagni di fede fu condannato alla decapitazione presso il Forum Vulcani, la Solfatara di Pozzuoli.

## Storia

### Fonti documentarie e nascita
I nomi dei sette martiri, compaiono in almeno sette antichi Acta, Passiones o Vitae. Tutti questi racconti pongono in primo piano la figura di san Gennaro, del miracolo della liquefazione del suo sangue e poi delle varie traslazioni delle reliquie dei martiri, con destinazioni diverse e del loro culto in varie località. Comunque si va sempre a pensare che il martire sia nato a Pozzuoli nel 273 circa. Gli Atti Puteolani o Acta sancti Proculi, che illustrano il martirio di san Procolo, furono trovati nell'Archivio della Curia di Pozzuoli e pubblicati per la prima volta dal gesuita padre Joannes Stilting nel 1757 ad Anversa. Agli Atti Puteolani si aggiungono gli Atti Bolognesi composti alla fine del VI o agli inizi del VII secolo. Prendono tale nome perché sono conservati in un codice del 1180, esattamente nel codice membranaceo n. 1473 , fogli 223-225, di proprietà del monastero di Santo Stefano dei padri Celestini a Bologna.

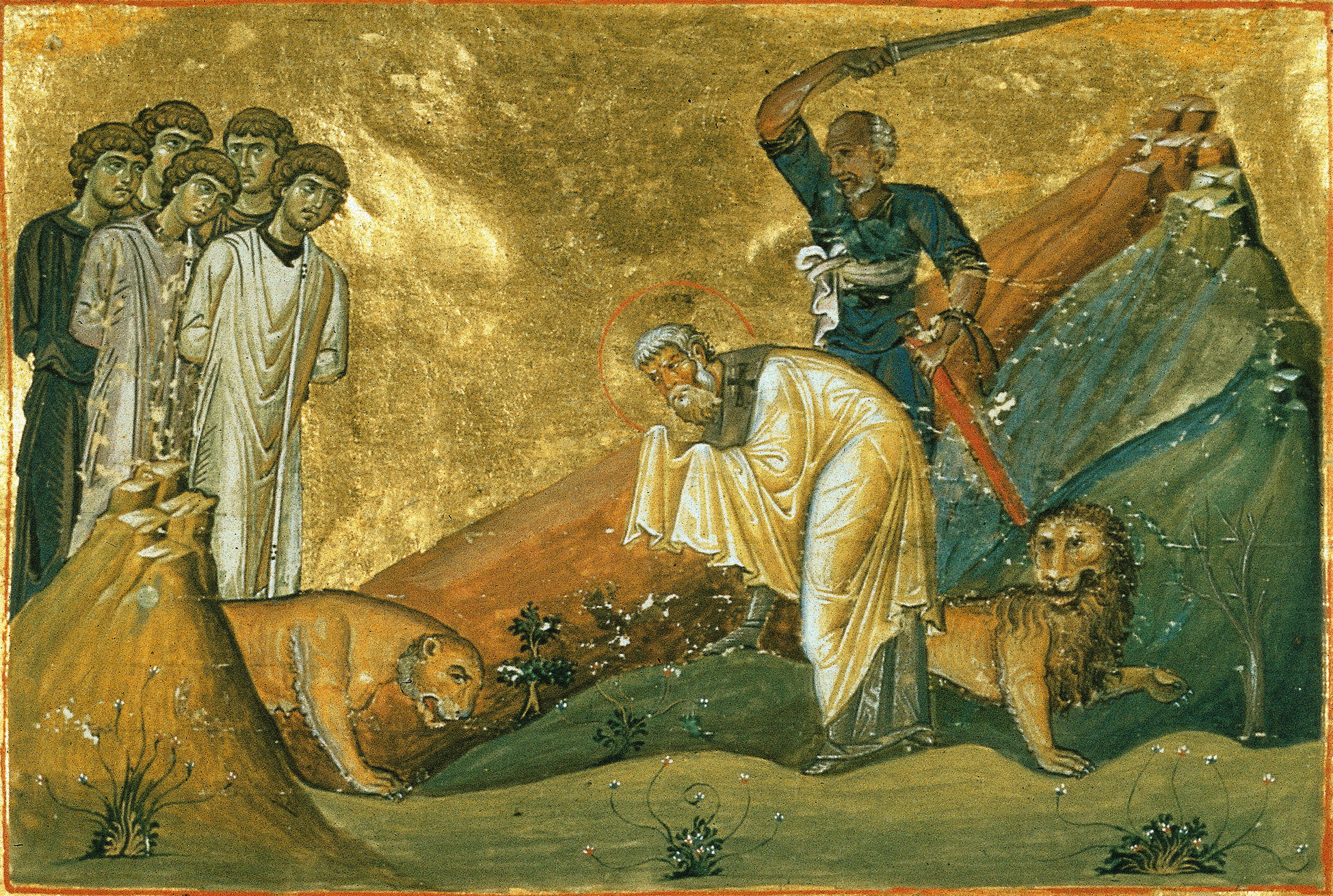
Morte di san Gennaro e dei martiri puteolani, nel menologio di Basilio

### Vicende del santo
Durante la persecuzione dell'imperatore Diocleziano (284-305), il vescovo Gennaro si trovava a Pozzuoli, in incognito, per non essere riconosciuto dai pagani, che allora accorrevano numerosi nella zona per consultare la Sibilla Cumana. I cristiani della zona, però, erano a conoscenza della presenza del vescovo, tanto che il diacono Sossio, il diacono Festo e il lettore Desiderio, si recarono più volte a fargli visita. I pagani scoperto che Sossio era cristiano, lo denunciarono al giudice Dragonzio. Sossio venne catturato e condannato ad essere sbranato dalle belve nell'anfiteatro Flavio di Pozzuoli.
Gennaro, Festo e Desiderio, saputo del suo arresto, vollero far visita a Sossio; furono scoperti, confessarono di essere cristiani e furono condotti dal giudice Draconzio, che li condannò alla stessa pena di Sossio. A questo punto del racconto compaiono i tre puteolani, il diacono Procolo ed i laici cristiani Eutiche ed Acuzio, i quali protestarono vivacemente contro la condanna mentre i martiri venivano condotti al supplizio; con la facilità e il fanatismo di allora, furono presi anche loro e condannati alla stessa pena degli altri. Il giorno dopo, tuttavia, per l'assenza del governatore stesso, impegnato altrove o, secondo altri, perché si era accorto che il popolo dimostrava simpatia verso i condannati e quindi per evitare disordini, il supplizio fu sospeso. Secondo la tradizione invece, il supplizio fu mutato per l'avvenimento di un miracolo, infatti, le fiere si inginocchiarono al cospetto dei condannati, dopo una benedizione fatta da Gennaro. Perciò furono trasferiti nel Foro dove il Magistrato giudicante li condannò alla decapitazione, che ebbe luogo, secondo la tradizione, il 19 settembre del 305 nei pressi della Solfatara di Pozzuoli.

## Culto
Il gruppo dei sette martiri campani fu ben presto venerato dai Cristiani della zona, come testimonia la loro raffigurazione nelle catacombe dette di San Gennaro, di San Severo e di San Gaudioso a Napoli. San Procolo, in particolare, ottenne, insieme a San Gennaro, il patronato di Pozzuoli.
La Chiesa cattolica ricorda Procolo come santo il 18 ottobre assieme Eutiche e Acuzio, come riporta il Martirologio Romano:
A Pozzuoli è però solennemente ricordato il 16 novembre a seguito del decreto della Sacra Congregazione dei Riti del 10 dicembre 1718 in quanto ad ottobre molti puteolani erano impegnati nei lavori dei campi.
Durante questa celebrazione e quella al termine della processione della seconda domenica di maggio al santo patrono viene cantato questo inno con la sua semplice melodia:
beato martire del Signore,

alla Vostra gran potenza

ricorriamo con confidenza,

impetrate a questa città

viva fede, ferma speranza e perfetta carità.»

### Le reliquie e la processione
Il corpo di san Procolo fu probabilmente sepolto dapprima presso il pretorio di Falcidio che dovrebbe trovarsi nei pressi della necropoli di via Celle, alla periferia di Pozzuoli per poi trovare una definitiva collocazione nel duomo della città.
Secondo un documento del IX secolo dalla dubbia autenticità, nell'871, il corpo del martire sarebbe stato portato da un cavaliere svevo nell'abbazia di "Angia Dives" o Reichenau, in un'isoletta sul Lago di Costanza nella Svizzera renana.
Nel 1780 nell'abbazia si rinvennero delle ossa, tra le quali una parte delle reliquie del martire puteolano che furono riconosciute e recuperate grazie alle ricerche di Monsignore Antonio Gutler, confessore della regina di Napoli Maria Carolina e furono riportate a Pozzuoli il 13 maggio 1781. 
In ricordo di questo avvenimento dal 1845, come stabilito dal vescovo Raffaele Purpo, nella seconda domenica di maggio vengono portati in solenne processione per le vie della città le reliquie e il busto argenteo del Santo martire, insieme a quello marmoreo di san Gennaro e a quello ligneo di san Celso.
Alcuni studi, condotti nel 1964 a Napoli, confermerebbero che le reliquie svizzere corrisponderebbero alle parti mancanti alle reliquie napoletane e puteolane.
Nel maggio 1964 a seguito dell'incendio della cattedrale le reliquie furono portate via e messe al sicuro. Cinquant'anni dopo, l'11 maggio 2014 in concomitanza con la già nominata processione, le reliquie hanno fatto ritorno nella basilica riaperta al culto e sono state poste all'interno del nuovo altare maggiore e sono visibili grazie alla sua fenestella confessionis. Per l'occasione hanno rifatto il loro ingresso in cattedrale anche i tre busti.